# Neobulgaria lilacina
Neobulgaria lilacina är en svampart som först beskrevs av Franz Xaver von Wulfen, och fick sitt nu gällande namn av Dennis 1971. Neobulgaria lilacina ingår i släktet Neobulgaria och familjen Helotiaceae.   Inga underarter finns listade i Catalogue of Life.